# Omar Galeano
Omar Galeano (Montevideo, 3 agosto 1981) è un ex cestista uruguaiano.

## Carriera
Con l'Uruguay ha disputato i Campionati americani del 2007.